# Ölandsbron

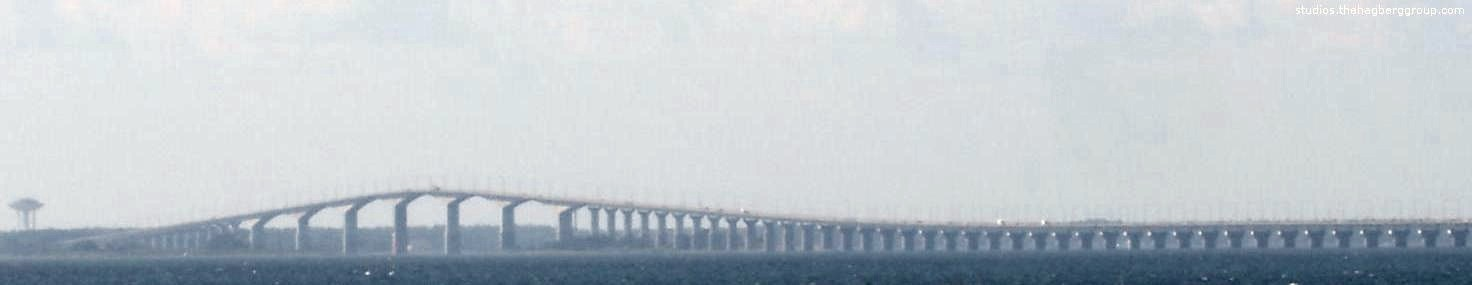
Pohled na most Ölandsbron od ostrova Öland

Ölandsbron, česky Ölandský most, je silniční most ve Švédsku propojující město Kalmar na pevnině s městem Färjestaden na ostrově Öland přes ostrůvky Svinö a Norra Skallö a Kalmarský průliv (Kalmarsund) Baltského moře. Jeho délka 6 072 metrů ho činí jedním z nejdelších mostů v celé Evropě (byl nejdelším až do dostavění mostu Vasca da Gamy v roce 1998). Je podpírán 156 pilíři a na svém západním konci má charakteristický hrb, který byl vytvořen, aby poskytl vertikální prostor 36 metrů pro potřeby proplouvání lodí. 
Zatímco most přes Öresund, který spojuje Švédsko s Dánskem je celkově delší, Ölandsbron je stále nejdelším mostem, který je zcela na švédském území. 

## Historie a stavba
Návrh na pevné spojení mezi Ölandem a švédskou pevninou existoval již dlouhou dobu a vedl k řadě návrhů. Dne 18. listopadu 1966 rozhodla švédská vláda o jeho výstavbě. Ölandsbron byl slavnostně otevřen 30. září 1972. Ceremoniálu otevření, který se konal na východní straně mostu, se účastnil korunní princ (pozdější král) Karel XVI. Gustav. Stavba mostu stála 80 milionů švédských korun, probíhala po dobu 4,5 let a bylo použito přibližně 100 000 krychlových metrů betonu. Most byl také připraven na přepravu sladké vody z pevniny na Öland. Projekt stavby mostu získal velkou podporu, ale objevily se také protesty. Hlavní námitkou byla možnost ohrožení vzácné a zranitelné přírody ostrova Öland v důsledku masivního přílivu turistů. Stavba mostu do určité míry způsobila další významnou etapu rozvoje celého Ölandu. 

## Další informace
Na západním konci se směrem na jih od mostu se nachází další malý dřevěný most pro chodce a cyklisty. Tento 150 metrů dlouhý most propojuje ostrov Svinö s pevninou a odráží podobu mostu Ölandsbron. Tato replika je jasně viditelná pro každého, kdo přejíždí na Öland po Ölandsbron. 